# Magnan (oc)
Pour les articles homonymes, voir Magnan.
En provençal, le magnan (en graphie mistralienne) ou manhan (en graphie classique) désigne le bombyx du mûrier, utilisé en sériciculture en tant que ver à soie, dans une magnanerie.
L’étymologie de magnan, mot que l'on rencontre dans tout le Midi de la France, n'est pas claire (voir le TLFi) : il semble bien cependant que le mot soit venu d'Italie tout comme les techniques de sériciculture elles-mêmes.
Selon Charles Fraissinet, magnan dérive du verbe maniar, lequel dans la langue romance signifiait « manger ». Le ver à soie est connu pour sa grande voracité.